# Мохин, Николай Васильевич
Николай Васильевич Мохин (13.11.1929-29.11.1988) - специалист в области радиолокации и автоматизированных систем специального назначения, лауреат Государственной премии СССР (1979).
Родился в д. Полянка Нижегородской губернии в крестьянской семье.
Окончил Горьковский политехнический институт (1952) и до 1960 года работал на строительстве оборонных объектов.
С 1960 г. инженер-конструктор НИИ-5 (с 1966 г. МНИИПА). В 1963—1977 гг. зам. главного конструктора. С 1977 г. зам. директора: по научной работе.
Зам. главного конструктора РЛУ «Межа», главный конструктор РЛУ «Основа» и АСУ «Байкал».
Кандидат технических наук (1981).
Лауреат Государственной премии СССР (1979). Награждён орденами «Знак Почёта» и Трудового Красного Знамени.
Умер в Москве 29.11.1988.